# Spanje op het wereldkampioenschap strandvoetbal 2008
Spanje is een van de deelnemende landen op het Wereldkampioenschap strandvoetbal 2008 in Marseille. Het is de vierde maal dat ze meedoen sinds het WK onder auspiciën van de FIFA staat

## Wedstrijden op het Wereldkampioenschap
Spanje werd ingedeeld in Groep D, samen met Brazilië, Japan en Mexico. In deze groep werden de Spanjaarden tweede. Daarna versloegen ze Argentinië in de Kwartfinales. In de Halve Finales verloren ze echter na penalty's van Italië. In het duel om brons dolven de Spanjaarden het onderspit tegen Portugal, waardoor ze vierde werden.

### Groepsfase
| Team     | G | W | P | V | Voor | Tegen | Saldo | Punten |
| -------- | - | - | - | - | ---- | ----- | ----- | ------ |
| Brazilië | 3 | 3 | 0 | 0 | 18   | 4     | +14   | 9      |
| Spanje   | 3 | 2 | 0 | 1 | 10   | 5     | +5    | 6      |
| Mexico   | 3 | 1 | 0 | 2 | 6    | 12    | -6    | 3      |
| Japan    | 3 | 0 | 0 | 3 | 5    | 18    | -13   | 0      |

 Brazilië 3-2  Spanje
 Spanje 2-1  Mexico
 Spanje 6-1  Japan

### Kwartfinale
Argentinië 0-2  Spanje

### Halve Finale
Italië 4-4  Spanje
Penalty's:  1-0 

### Om de Derde Plaats
Portugal 5-4  Spanje

## Selectie
| No. | Naam            | Positie    |
| 1.  | Roberto Valeiro | Doelman    |
| 2.  | Miguel Beiro    | aanvaller  |
| 3.  | Antonio         | aanvaller  |
| 4.  | Cristian Torres | Verdediger |
| 5.  | Juanma          | Verdediger |
| 6.  | Nico            | aanvaller  |
| 7.  | Kuman           | aanvaller  |
| 8.  | Javi Alvarez    | aanvaller  |
| 9.  | Javier Torres   | Verdediger |
| 10. | Amarelle        | aanvaller  |
| 11. | Miguel          | aanvaller  |
| 12. | Dona            | Doelman    |

Bondscoach:  Spanje Joaquin